# The Fylde
Pour les articles homonymes, voir Fylde.

Carte du Fylde.

The Fylde (/ˈfaɪld/) est une plaine côtière du Lancashire, dans le nord-ouest de l'Angleterre.

## Géographie
La plaine du Fylde est de forme approximativement carrée. Elle est délimitée par la baie de Morecambe au nord et l'estuaire de la Ribble au sud. La mer d'Irlande la borde à l'ouest. À l'est, elle se poursuit jusqu'aux hauteurs de Bowland, à peu près au niveau de l'autoroute M6. Elle couvre une superficie d'environ 20 km2.
Cette plaine est traversée par la Wyre, un fleuve côtier qui se jette dans la baie de Morecambe à Fleetwood. La Wyre sépare en deux le Fylde, la partie située au nord et à l'est du fleuve, plus rurale, étant appelée Over Wyre (en), tandis que la partie au sud et à l'est est plus urbanisée, en particulier la côte ouest qui est occupée par l'aire urbaine de Blackpool.
Historiquement, le Fylde correspond à la moitié occidentale du hundred d'Amounderness. Depuis le 1er avril 1974, la plaine est partagée entre trois districts du comté de Lancashire : le borough de Fylde au sud, le borough de Wyre au nord et l'autorité unitaire de Blackpool à l'ouest.